# Propyria fridolinea
Propyria fridolinea là một loài bướm đêm thuộc phân họ Arctiinae, họ Erebidae.